# Atari Teenage Riot: 1992-2000
Albums de Atari Teenage Riot
Redefine the Enemy
(2002) Is this Hyperreal?
(2011)
Atari Teenage Riot: 1992-2000 est une compilation des meilleurs succès du groupe allemand de digital hardcore Atari Teenage Riot. Elle est réalisée dans le studio d'enregistrement d'Alec Empire (l’un des membres du groupe), et sortie le 3 juillet 2006.
La compilation contient 18 titres remasterisés issus des différents albums des débuts du groupe jusque 2000.

## Liste des titres
| 1.    | Speed                                       | Delete Yourself! (1995)  | 2:48 |
| 2.    | Destroy 2000 Years of Culture               | The Future of War (1996) | 3:48 |
| 3.    | Revolution Action                           | 60 Second Wipeout (1999) | 5:47 |
| 4.    | Deutschland (Has Gotta Die!) (remix)        | The Future of War        | 2:51 |
| 5.    | Rage (ATR Full Length)                      | Rage EP (2000)           | 3:49 |
| 6.    | Into the Death                              | Delete Yourself!         | 3:24 |
| 7.    | Riot 1995                                   | Delete Yourself!         | 3:59 |
| 8.    | Midi Junkies                                | Delete Yourself!         | 5:14 |
| 9.    | Start the Riot!                             | Delete Yourself!         | 3:35 |
| 10.   | Too Dead for Me                             | 60 Second Wipeout        | 4:23 |
| 11.   | Atari Teenage Riot                          | Delete Yourself!         | 3:35 |
| 12.   | Get Up While You Can                        | The Future of War        | 3:25 |
| 13.   | You Can’t Hold Us Back                      | The Future of War        | 3:59 |
| 14.   | Delete Yourself (You Got No Chance To Win!) | Delete Yourself!         | 4:30 |
| 15.   | Sick to Death                               | The Future of War        | 3:39 |
| 16.   | Western Decay                               | 60 Second Wipeout        | 5:49 |
| 17.   | Kids Are United                             | Delete Yourself!         | 3:38 |
| 18.   | Hetzjagd auf Nazis!                         | Delete Yourself!         | 4:45 |
| 72:58 |                                             |                          |      |